# Pandémie de Covid-19 à la Barbade
Pour un article plus général, voir Pandémie de Covid-19.
La pandémie de Covid-19 à la Barbade démarre officiellement le 17 mars 2020. À la date du 24 octobre 2022, le bilan est de 560 morts.

## Chronologie
Les deux premiers cas de Covid-19 à la Barbade sont signalés le 17 mars 2020.

## Statistiques

Nombre de cas à la Barbade depuis le début de l'épidémie.

Nombre de morts à la Barbade depuis le début de l'épidémie.